# BSV Schwarz-Weiß Rehden
BSV Schwarz-Weiß Rehden is een Duitse voetbalclub uit Rehden. De club werd in 1954 opgericht. Het stadion waar de thuiswedstrijden worden afgewerkt is het Sportplatz Waldsportstätten wat plaats biedt aan 4000 staan- en 350 zitplaatsen. Het stadion is in 2001 neergezet en in 2009 is men begonnen met verbouwen. In 2012 promoveerde de club naar de Regionalliga.

## Eindklasseringen
| Seizoen | Competitie                  | Niveau | Eindstand | DFB Pokal | Opmerking                                                                                   |
| ------- | --------------------------- | ------ | --------- | --------- | ------------------------------------------------------------------------------------------- |
| 2001/02 | Niedersachsenliga-West      | V      | 9         | --        |                                                                                             |
| 2002/03 | Niedersachsenliga-West      | V      | 6         | --        |                                                                                             |
| 2003/04 | Niedersachsenliga-West      | V      | 9         | 1e ronde  | < TSV München 1860: 1-5                                                                     |
| 2004/05 | Niedersachsenliga-West      | V      | 11        | --        |                                                                                             |
| 2005/06 | Niedersachsenliga-West      | V      | 10        | --        |                                                                                             |
| 2006/07 | Niedersachsenliga-West      | V      | 11        | --        |                                                                                             |
| 2007/08 | Niedersachsenliga-West      | V      | 2         | --        | Geplaatst voor de nieuwe Oberliga                                                           |
| 2008/09 | Oberliga Niedersachsen West | V      | 12        | --        |                                                                                             |
| 2009/10 | Oberliga Niedersachsen West | V      | 3         | --        | Geplaatst voor de éénklassige Oberliga                                                      |
| 2010/11 | Oberliga Niedersachsen      | V      | 8         | --        |                                                                                             |
| 2011/12 | Oberliga Niedersachsen      | V      | 4         | --        |                                                                                             |
| 2012/13 | Regionalliga Nord           | IV     | 9         | --        | Plaatsings play-off voor DFB-Pokal 2013/14 > USI Lupo Martini Wolfsburg: 3-0                |
| 2013/14 | Regionalliga Nord           | IV     | 8         | 1e ronde  | < FC Bayern München 0-5; Winnaar Niedersachsenpokal > FT Braunschweig: 2-1                  |
| 2014/15 | Regionalliga Nord           | IV     | 11        | 1e ronde  | < VfR Aalen: 1-1 (3-4 n.s.)                                                                 |
| 2015/16 | Regionalliga Nord           | IV     | 8         | --        |                                                                                             |
| 2016/17 | Regionalliga Nord           | IV     | 16        | --        |                                                                                             |
| 2017/18 | Regionalliga Nord           | IV     | 15        | --        |                                                                                             |
| 2018/19 | Regionalliga Nord           | IV     | 8         | --        |                                                                                             |
| 2019/20 | Regionalliga Nord           | IV     | 10        | --        | Finalist Niedersachsenpokal > TSV Havelse: 1-4; competitie afgebroken i.v.m. coronapandemie |
| 2020/21 | Regionalliga Nord           | IV     | 3         | --        | Groep Zuid; competitie afgebroken i.v.m. coronapandemie                                     |
| 2021/22 | Regionalliga Nord           | IV     | 15        | --        | 7e Groep Zuid; Winnaar Niedersachsenpokal > SV Meppen: 1-0                                  |
| 2022/23 | Regionalliga Nord           | IV     | 16        | 1e ronde  | < SV Sandhausen: 0-4                                                                        |
| 2023/24 | Oberliga Niedersachsen      | V      | 7         | --        |                                                                                             |
| 2024/25 | Oberliga Niedersachsen      | V      | 9         | --        | Finalist NFV-Amateurcup > Atlas Delmenhorst (2012): 1-2                                     |
| 2025/26 | Oberliga Niedersachsen      | V      | .         | --        |                                                                                             |

## Bekende (ex-)spelers
- Maarten Schops
- Marcel Stutter